# Hanagallu, Somvarpet
Hanagallu là một làng thuộc tehsil Somvarpet, huyện Kodagu, bang Karnataka, Ấn Độ.